# Anuppur (stad)
Anuppur is een nagar panchayat (plaats) in het district Anuppur van de Indiase staat Madhya Pradesh. 

## Demografie
Volgens de Indiase volkstelling van 2001 wonen er 16.397 mensen in Anuppur, waarvan 52% mannelijk en 48% vrouwelijk is. De plaats heeft een alfabetiseringsgraad van 65%. 